# شولا شورتیره
شولا مکسول شورتیره (انگلیسی: Shola Shoretire؛ زادهٔ ۲ فوریهٔ ۲۰۰۴) بازیکن فوتبال باشگاه پائوک است.
وی همچنین در تیم‌های ملی فوتبال زیر ۱۵ سال انگلستان، زیر ۱۶ سال انگلستان و زیر ۱۸ سال انگلستان بازی کرده‌است.

## عملکرد باشگاهی

### منچستریونایتد

#### دوران جوانی
در دوران کودکی، شورتایر در نوجوانان Whitley Bay Boys Club، نوجوانان نیوکاسل یونایتد، Wallsend Boys Club و نوجوانان Hebburn & Cramlington بازی کرد. او همچنین برای مدت کوتاهی در ترکیب جوانان منچسترسیتی حضور داشت اما در سن ۹ سالگی به منچستریونایتد پیوست. او به سرعت به رده‌های جوانان رسید و اغلب یک سال بالاتر بازی می‌کرد. در دسامبر ۲۰۱۸، او در سن ۱۴ سالگی و ۳۱۴ روز به جوانترین بازیکن تاریخ لیگ قهرمانان اروپا جوانان تبدیل شد. در سال ۲۰۲۰، نیل وود، مربی تیم زیر ۲۳ ساله‌ها، پس از تحت تأثیر قرار گرفتن از جوان ۱۸ ساله، شورتایر اولین بازی برای زیر ۲۳ ساله‌ها را در سن ۱۶ سالگی انجام داد. او در فوریه ۲۰۲۱ در پیروزی ۶–۴ تیم زیر ۲۳ ساله‌ها برابر زیر ۲۳ ساله‌های بلکبرن روورز هتریک کرد.
شورتایر اولین قرارداد حرفه ای خود را با منچستریونایتد در ۸ فوریه ۲۰۲۱، یک هفته پس از ۱۷ سالگی امضا کرد. در ۲۱ فوریه ۲۰۲۱، او اولین بازی خود را برای یونایتد را در دقیقه ۸۸ به عنوان جانشین مارکوس رشفورد در پیروزی خانگی ۳–۱ لیگ مقابل نیوکاسل انجام داد. چهار روز بعد، او جوانترین بازیکن یونایتد برای حضور در مسابقات اروپایی شد و در بازی تساوی ۰–۰ مقابل رئال سوسیداد در لیگ اروپا در سن ۱۷ سالگی و ۲۳ روزگی به عنوان جانشین میسون گرینوود به میدان رفت، رکوردی را که نورمن وایتساید ۳۸ سال قبل از آن ثبت کرده بود. شورتایر برای بازی‌های خود با تیم‌های جوانان، بهترین بازیکن جوان سال جیمی مورفی برای فصل ۲۱\۲۰۲۰ انتخاب شد.

## عملکرد بین‌المللی
از آنجا که شورتایر در انگلستان از پدری نیجریه ای و مادری انگلیسی متولد شد، واجد شرایط نمایندگی هر دو کشور در سطوح بین‌المللی بود. در اوت ۲۰۱۹، شورتایر نماینده زیر ۱۶ ساله‌های انگلیس مقابل جمهوری ایرلند بود.
در ۲۹ مارس ۲۰۲۱، شورتایر اولین بازی خود را برای تیم ملی زیر ۱۸ سال انگلستان در جریان پیروزی ۲–۰ خارج از خانه مقابل زیر ۱۸ سال ولز در ورزشگاه لک وایت در کاردیف انجام داد.
در ۲ سپتامبر ۲۰۲۱، شورتایر اولین بازی خود را برای تیم زیر ۱۹ سال انگلستان در طول پیروزی ۲–۰ مقابل زیر ۱۹ سال ایتالیا در سنت جورج پارک انجام داد.

## افتخارات

#### منچستریونایتد
- مقام دوم لیگ اروپا: ۲۱–۲۰۲۰

##### فردی
- بازیکن جوان سال جیمی مورفی: ۲۱–۲۰۲۰